# Aurelio Agliata
Aurelio Agliata (* 26. November 1978 in Wadern im Saarland) ist ein Filmregisseur, Drehbuchautor und Produzent.

## Leben
Aurelio Agliata wuchs in Deutschland, Italien, Luxemburg und Spanien auf. Nach dem Abitur am Wirtschaftsgymnasium Trier 1999 und einem abgeschlossenen Studium im Bereich Management 2003 arbeitete er als Konzept-Autor, Geschäftsführer und Opening-Director für verschiedene Gesellschaften in Deutschland, Belgien und Luxemburg.
2006 begann Aurelio Agliata in Spanien ein Regiestudium.  Seitdem arbeitet er als Regisseur, Autor und Produzent.
2008 initiierte er in Berlin das „Creative-Film-Pool“, um gemeinsam mit jungen Filmemachern Kurzfilme zu realisieren. Im Jahr 2009 gründete er die Filmproduktionsfirma „Papanova Film“, um seinen ersten Langspielfilm Lady Europa zu produzieren.
Seit 2015 betreibt er als Geschäftsführer die Filmproduktionsgesellschaft „Super Leone Films“ in Luxemburg. 2017 begann Agliata ein Literatur-Studium in der Fakultät der europäischen Kultur an der Universität Luxemburg. 2018 erlangte er an der Universität Luxemburg ein Diplom im Bereich "Italienisches Kino und Kultur."
2019 schloss er den Film C.L.E.A.N. ab, der 2020 veröffentlicht wurde und 29 internationale Filmpreise gewann.
2021 gründet Aurelio Agliata die Filmproduktionsfirma  Ceros Media Group.

## Filmographie
Spielfilm
- 2020 C.L.E.A.N. (Regie)
- 2016 Someone Dies (Regie)
- 2012 Lady Europa (Regie, Buch, Produktion)

Drehbuch
- 2017 Moondancer
- 2016 Maximum Man
- 2014 Pasta Patata
- 2014 The Live of Toni Stiletto
- 2013 Total Democracy
- 2013 Die Jahre des Löwen
- 2012 Out of Limbo
- 2011 Lady Europa

Kurzfilm
- 2009 Fatale II (Regie, Buch, Produktion)
- 2009 In-Fight (Regie, Buch, Produktion)
- 2009 Clowning	(Produktion)
- 2008 Fatale I (Regie, Buch, Produktion)
- 2008 Il Magnifico (Regie, Buch)
- 2007 L´amavita (Regie, Buch)
- 2006 figli di cane (Regie, Buch)
- 2008 Siragusa (Regie, Buch)
- 2006 smoking´s (Regie, Buch)

Dokumentarfilm
- 2011 Berlin-Neukölln-Islam (Regie, Produktion)
- 2006 Flamenco & Heroin  (Regie, Buch)